# محمد المجذوب
محمد المجذوب (1907- 1999 م) داعية وأديب وكاتب سوري، ومدرِّس في الجامعة الإسلامية بالمدينة المنوَّرة. 

## ولادته وسيرته
وُلد في في طرطوس عام 1907 في بيت متدين، لأسرة تعمل في التجارة، ولها صلة بعلوم الدين واللغة العربية.
تلقى دراسته الأولية في الكتَّاب، ثم في مدارس الدولة العثمانية، ثم على الشيوخ ومنهم عمه الشيخ عبد الله المجذوب.
توفي والده وهو في الخامسة عشرة، فتحمَّل عبء الأسرة وحده، وفي السادسة عشرة تزوج.
شارك في النضال ضد الفرنسيين، وتعرض للسجن والمطاردة والاضطهاد مع إخوانه المناضلين.
وفي سنة 1936م، بدأ عمله في سلك التعليم في سورية، ثم هاجر إلى المدينة المنورة سنة 1383هـ، حيث عمل مدرساً بالجامعة الإسلامية إلى نهاية سنة 1403هـ، حيث تقاعد وبقي بالسعودية.

## نشاطه العلمي والأدبي
بدأ نشاطه العلمي والأدبي وهو دون العشرين من عمره، حيث نظم قصيدة وطنية نشرتها له إحدى الصحف المحلية، ثم أتبع ذلك بإصدار رسالة يرد فيها على دعاة النصرانية بعنوان: «فضائح المبشرين»، ثم توالى إنتاجه العلمي والأدبي والدعوي حتى بلغت مؤلفاته قرابة الخمسين مؤلفاً، تنطلق معظمها من الرؤية الإسلامية، وتعكس أحداث عصره في سورية وعلى مستوى العالم الإسلامي، وكان من أول الداعين إلى الأدب الإسلامي من خلال مقالاته وبحوثه في مجلة «حضارة الإسلام» التي جُمعت فيما بعد في كتابه «مشكلات الجيل في ضوء الإسلام».
ولأنه بدأ حب المطالعة منذ طفولته، إذ كان يستأجر الكتب ليقرأها على ضوء السراج، وفي مهب الرياح اللاسعة، وأهله نيام، فقد استمرت المطالعة دأبه حتى وفاته.
والأستاذ المجذوب رجل عصامي مكافح، قضى شبابه كله في الكدح بمختلف الأعمال، للنهوض بمسؤولياته نحو إخوته وأولاده. وقد نال الجائزة الأولى لجامعة الدول العربية سنة 1948م على نشيده الوطني الذي نظمه، حيث تم اختياره من بين مائة نشيد.

## أهم مؤلفاته
وقد مضى في طلب المزيد من العلوم والثقافة، معتمداً، بعد الله، على جهده الشخصي ومثابرته، ومن بين مؤلفاته التي قاربت الخمسين نذكر فيما يلي أهمها:
1. علماء ومفكرون عرفتهم «ثلاثة أجزاء».
2. فضائح المبشرين.
3. اليوبيل الفضي الذهبي.
4. المرشد في الأدب العربي «مع آخرين».
5. نار ونور «ديوان شعر كتب مقدمته الشاعر الكبير بدوي الجبل».
6. من تراث الأبوة «مسرحية».
7. قصص من الصميم.
8. صور من حياتنا.
9. فارس غرناطة وقصص أخرى «مجموعة قصصية».
10. الأدب العربي «للسنة الأولى للجامعة الإسلامية».
11. الأدب العربي «للسنة الثانية للجامعة الإسلامية».
12. دروس من الوحي.
13. قصص وعبر.
14. مشكلات الجيل في ضوء الإسلام.
15. تأملات في المرأة والمجتمع.
16. مشاهد من حياة الصديق.
17. همسات قلب «ديوان شعر كبير».
18. قصص من سورية.
19. مدينة التماثيل.
20. قاهر الصحراء.
21. ثورة الحرية.
22. الكواكب الأحد عشر.
23. بطل إلى النار.
24. من أجل الإسلام وحواريات أخرى.
25. الآيات الثلاث.
26. كلمات من القلب.
27. بطل من الصعيد وقصص أخرى.
28. دماء وأشلاء.
29. قصص لا تنسى من تاريخنا.
30. أفكار إسلامية.
31. كلمات مضيئة.
32. الألغام المتفجرة.
33. اللقاء السعيد وقصص أخرى.
34. خواطر ومشاعر.
35. قصص لا تنسى.
36. ذكريات لا تنسى.
37. ردود ومناقشات.
38. السبيل القريب إلى صناعة الأديب.
39. صرخة الدم «رواية».
40. ألحان وأشجان «الديوان الثالث».
41. الإسلام في مواجهة الباطنية «نشرة باسم: أبوهيثم».

## وفاته
عاد من السعودية، إلى اللاذقية سنة 1996م ولزم بيته، فلم يغادره إلا لضرورة، واعتزل الناس، وأكبّ على أوراقه وقلمه، وألف أربعة كتب، ثم وافاه الأجل المحتوم في شهر يونيو 1999م، وتناقل العلماء والأدباء والكتاب في أنحاء سورية ولبنان نبأ وفاته، وطالبوا بتأخير دفنه حتى يتمكنوا من الحضور إلى اللاذقية من أجل المشاركة في تشييعه، وكان لهم ما أرادوا، وبعد ثلاثة أيام من الوفاة شيعه الآلاف من تلاميذه وإخوانه وأصدقائه، وألقوا أمام قبره كلماتهم وقصائدهم، وبكاه كل من عرفه، ودعوا الله أن يرحمه ويسكنه الجنة، فلطالما عمل في ميادين الدعوة إلى الله، وامتُحن بالسجن والاغتراب عن وطنه من أجل دينه وجماعته.

## من قصائده الخالدة
تلك القصيدة التي نظمها بعد زيارته النجف الاشرف ومشاهدته مقام أمير المؤمنين علي بن أبي طالب، يقارن فيها بينه وبين قبر معاوية بن أبي سفيان في دمشق فيقول:
- قم وارمق النجف الشريـف بنظرة *** يرتد طرفك وهو باك أرمدُ
- تلك العظــام أعز ربك قـدرها *** فتــكاد لولا خوف ربك تعبدُ
- ابدا تباركــها الوفود يحثــها *** من كــل حدب شوقها المتوقدُ
- نازعــتها الدنيا ففزت بوردها *** ثم انقـضى كالحـلم ذاك الموردُ
- وسعت إلى الأخرى فخلد ذكرها *** في الخالديـن وعطف ربك أخلدُ
- أأبا يزيد لتــلك آهة موجع *** أفـضى اليك بها فؤاد مُقصدُ
- أنا لست بالقالي ولا أنا شـامت *** قـلب الكريم عن الشتامة أبعدُ
- هي مــهجة حرى اذاب شفافها *** حزن على الإسلام لم يك يهمدُ
- ذكرتـها الماضي فهاج دفينها *** شمل لشعب المصــطفى متبددُ
- فبعثته عتــبا وان يــك قاسيا *** هــو في ضلــوعي زفرة يترددُ
- لم اســتطع صــبرا على غلوائها *** أي الضلــوع على اللظى تتجلدُ